# Serranochromis altus
Serranochromis altus és una espècie de peix de la família dels cíclids i de l'ordre dels perciformes.

## Morfologia
Els mascles poden assolir els 56 cm de longitud total.

## Distribució geogràfica
Es troba a Botswana, Zàmbia i Namíbia.